# 善城寺 (東温市)
善城寺（ぜんじょうじ）は愛媛県東温市にある真言宗豊山派の寺院。山号は石林山、本尊は延命地蔵菩薩。

## 歴史
古文書などによれば神亀5年（728年）の開基で、南北朝時代に塩ヶ森城の城主であった河野通郷が中興。永観元年乃至2年（983 - 984年）には花山法皇が訪れたとも伝わっている。
なお、その他の資料においては元禄12年（1699年）の建立で、法印秀調が開山とされ、高野山の金剛三昧院の末寺であったと言う。後の火災で諸堂を焼失し、安永7年（1778年）に庫裡が、文化11年に本堂が再建された。これらは1957年（昭和32年）に改築されている。
なお、市内の井内中野には奥の院として円満寺があるという。

## 文化財
- 善城寺須弥壇 - 本堂内にある須弥壇は質素ながら真言密教の儀礼に則った造りとなっており[2]、2000年（平成12年）4月11日に旧川内町の有形文化財に指定され[2][3]、2004年の東温市発足に伴って市の文化財となった。

その他にも境内には一字一石経を埋めて建立されたという「大白牛車一字一石塔」などがある。